# Давід Шкох
Давід Шкох (чеськ. David Škoch; нар. 6 листопада 1976) — колишній чеський тенісист.
Найвищу одиночну позицію світового рейтингу — 133 місце досяг 31 березня 1997, парну — 30 місце — 7 січня 2008 року.
Здобув 1 одиночний та 5 парних титулів.
Найвищим досягненням на турнірах Великого шолома було 3 коло в парному розряді.

## Юніорські фінали турнірів Великого шолома

### Одиночний розряд: 1 (1 перемога)
| Результат | Рік  | Турнір               | Покриття | Суперник   | Рахунок  |
| --------- | ---- | -------------------- | -------- | ---------- | -------- |
| Перемога  | 1992 | Вімблдонський турнір | Трава    | Браян Данн | 6–4, 6–3 |

## Часовий графік результатів
| W | Ф | ПФ | ЧФ | #Р | КТ | К# | DNQ | A | NH |

### Парний розряд
| Турніри Великого шлему                 |     |     |     |     |     |     |     |     |     |     |     |     |     |     |        |       |     |
| Відкритий чемпіонат Австралії з тенісу |     |     |     |     | 1р  | 2р  | 2р  | 1р  | 1р  | 3р  | 2р  |     | 1р  |     | 0 / 8  | 5–8   | 38% |
| Відкритий чемпіонат Франції з тенісу   |     |     |     |     | 1р  | 1р  | 1р  | 1р  | 2р  | 2р  | 1р  | 2р  | 1р  |     | 0 / 9  | 3–9   | 25% |
| Вімблдонський турнір                   | 1р  |     |     |     | 2р  | 1р  | 2р  | 1р  | 2р  | 3р  | 1р  | 3р  | 1р  | 1р  | 0 / 11 | 7–11  | 39% |
| Відкритий чемпіонат США з тенісу       |     |     |     | 1р  | 2р  | 3р  | 1р  | 1р  | 1р  | 1р  | 2р  | 1р  |     |     | 0 / 9  | 4–9   | 31% |
| В-П                                    | 0–1 | 0–0 | 0–0 | 0–1 | 2–4 | 3–4 | 2–4 | 0–4 | 2–4 | 5–4 | 2–4 | 3–3 | 0–3 | 0–1 | 0 / 37 | 19–37 | 34% |
| Серія Мастерс ATP                      |     |     |     |     |     |     |     |     |     |     |     |     |     |     |        |       |     |
| Індіан-Веллс                           |     |     |     |     |     |     |     |     |     | 2р  |     |     |     |     | 0 / 1  | 1–1   | 50% |
| Відкритий чемпіонат Маямі з тенісу     |     |     |     |     |     | 1р  |     |     |     | 2р  | 1р  |     |     |     | 0 / 3  | 1–3   | 25% |
| Гамбург                                |     |     |     |     |     |     |     |     |     | 1р  |     | НСМ | НСМ | НСМ | 0 / 1  | 0–1   | 0%  |
| В-П                                    | 0–0 | 0–0 | 0–0 | 0–0 | 0–0 | 0–1 | 0–0 | 0–0 | 0–0 | 2–3 | 0–1 | 0–0 | 0–0 | 0–0 | 0 / 5  | 2–5   | 29% |

## Фінали турнірів ATP за кар'єру

### Парний розряд: 11 (5–6)
| Легенда                         |
| ------------------------------- |
| Турніри Великого шлема (0–0)    |
| Фінали Світового туру ATP (0–0) |
| Серія ATP Мастерс 1000 (0–0)    |
| Серія ATP 500 (0–0)             |
| Серія ATP 250 (5–6)             |

| Фінали за покриттям |
| ------------------- |
| Тверде (1–0)        |
| Ґрунт (4–5)         |
| Трава (0–1)         |
| Килим (0–0)         |

| Фінали за типом корту |
| --------------------- |
| Відкритий корт (5–6)  |
| Закритий корт (0–0)   |

| Результат | В-П | Дата     | Турнір                                          | Рівень           | Покриття | Партнер            | Суперники                            | Рахунок               |
| --------- | --- | -------- | ----------------------------------------------- | ---------------- | -------- | ------------------ | ------------------------------------ | --------------------- |
| Поразка   | 0–1 | Тра 1997 | Прага, Чехія                                    | Світова серія    | Ґрунт    | Петр Лукса         | Магеш Бгупаті Леандер Паес           | 1–6, 1–6              |
| Перемога  | 1–1 | Лип 2004 | Амерсфорт, Нідерланди                           | Серія Інтернешнл | Ґрунт    | Ярослав Левинський | Хосе Акасусо Луїс Орна               | 6–0, 2–6, 7–5         |
| Поразка   | 1–2 | Лип 2004 | Відкритий чемпіонат Хорватії з тенісу, Хорватія | Серія Інтернешнл | Ґрунт    | Ярослав Левинський | Хосе Акасусо Флавіо Саретта          | 6–4, 2–6, 4–6         |
| Поразка   | 1–3 | Лип 2005 | Відкритий чемпіонат Хорватії з тенісу, Хорватія | Серія Інтернешнл | Ґрунт    | Міхал Мертиняк     | Їржі Новак (тенісист) Петр Пала      | 3–6, 3–6              |
| Перемога  | 2–3 | Кві 2006 | Валенсія, Іспанія                               | Серія Інтернешнл | Ґрунт    | Томаш Зіб          | Лукаш Длоуги Павел Візнер            | 6–4, 6–3              |
| Перемога  | 3–3 | Лип 2006 | Відкритий чемпіонат Хорватії з тенісу, Хорватія | Серія Інтернешнл | Ґрунт    | Ярослав Левинський | Гільєрмо Гарсія-Лопес Альберт Портас | 6–4, 6–4              |
| Перемога  | 4–3 | Кві 2007 | Касабланка, Марокко                             | Серія Інтернешнл | Ґрунт    | Джордан Керр       | Лукаш Кубот Олівер Марах             | 7–6(7–4), 1–6, [10–4] |
| Поразка   | 4–4 | Тра 2007 | Перчах, Австрія                                 | Серія Інтернешнл | Ґрунт    | Леош Фридль        | Сімон Аспелін Юліан Ноул             | 6–7(6–8), 7–5, [5–10] |
| Поразка   | 4–5 | Лип 2007 | Відкритий чемпіонат Хорватії з тенісу, Хорватія | Серія Інтернешнл | Ґрунт    | Ярослав Левинський | Лукаш Длоуги Міхал Мертиняк          | 1–6, 1–6              |
| Перемога  | 5–5 | Січ 2008 | Qatar ExxonMobil Open, Катар                    | Серія Інтернешнл | Тверде   | Філіпп Кольшрайбер | Джефф Кутзе Веслі Муді               | 6–4, 4–6, [11–9]      |
| Поразка   | 5–6 | Чер 2010 | Queen's, Велика Британія                        | Серія 250        | Трава    | Кароль Бек         | Новак Джокович Джонатан Ерліх        | 7–6(8–6), 2–6, [3–10] |

## Фінали ATP Челленджер і ITF Ф'ючерс

### Одиночний розряд: 4 (3–1)
| Легенда              |
| -------------------- |
| ATP Челленджер (1–1) |
| ITF Ф'ючерс (2–0)    |

| Фінали за покриттям |
| ------------------- |
| Тверде (0–0)        |
| Ґрунт (3–1)         |
| Трава (0–0)         |
| Килим (0–0)         |

| Результат | В-П | Дата     | Турнір                  | Рівень     | Покриття | Суперник              | Рахунок       |
| --------- | --- | -------- | ----------------------- | ---------- | -------- | --------------------- | ------------- |
| Перемога  | 1–0 | Тра 1996 | Братислава, Словаччина  | Челленджер | Ґрунт    | Густаво Куертен       | 6–2, 6–4      |
| Поразка   | 1–1 | Чер 1996 | Айзенах, Німеччина      | Челленджер | Ґрунт    | Денніс ван Схеппінген | 4–6, 0–6      |
| Перемога  | 2–1 | Лип 1999 | Німеччина F7, Кассель   | Ф'ючерс    | Ґрунт    | Петр Кралерт          | 6–1, 4–6, 6–4 |
| Перемога  | 3–1 | Сер 2006 | Словаччина F2, П'єштяни | Ф'ючерс    | Ґрунт    | Ладіслав Шварць       | 6–4, 6–3      |

### Парний розряд: 59 (26–33)
| Легенда                |
| ---------------------- |
| ATP Челленджер (21–26) |
| ITF Ф'ючерс (5–7)      |

| Фінали за покриттям |
| ------------------- |
| Тверде (4–7)        |
| Ґрунт (22–22)       |
| Трава (0–0)         |
| Килим (0–4)         |

| Результат | В-П   | Дата     | Турнір                          | Рівень                | Покриття | Партнер            | Суперники                               | Рахунок                   |
| --------- | ----- | -------- | ------------------------------- | --------------------- | -------- | ------------------ | --------------------------------------- | ------------------------- |
| Поразка   | 0–1   | Лип 1995 | Прага, Чехія                    | Челленджер            | Ґрунт    | Петр Пала          | Філіп Девулф Войтех Флегль              | 7–6, 5–7, 2–6             |
| Перемога  | 1–1   | Лип 1996 | Остенде, Бельгія                | Челленджер            | Ґрунт    | Лукас Арнольд Кер  | Вім Нефс Юрі Соберон                    | 7–6, 6–1                  |
| Поразка   | 1–2   | Тра 1997 | Любляна, Словенія               | Челленджер            | Ґрунт    | Фернон Віб'єр      | Даніель Оршанік Лукас Арнольд Кер       | 0–6, 4–6                  |
| Перемога  | 2–2   | Лип 1997 | Контрексевіль, Франція          | Челленджер            | Ґрунт    | Петр Лукса         | Брент Гейгарт Грег Ван Ембург           | 6–4, 6–2                  |
| Поразка   | 2–3   | Вер 2000 | Будапешт, Угорщина              | Челленджер            | Ґрунт    | Давід Мікета       | Серхіо Ройтман Андрес Шнейтер           | 3–6, 3–6                  |
| Перемога  | 3–3   | Вер 2000 | Ашаффенбург, Німеччина          | Челленджер            | Ґрунт    | Петр Лукса         | Маркус Гільперт Воган Сніман            | 6–2, 6–3                  |
| Поразка   | 3–4   | Вер 2000 | Лінц, Австрія                   | Челленджер            | Ґрунт    | Петр Лукса         | Юліан Ноул Томас Штренґберґер           | 3–6, 5–7                  |
| Поразка   | 3–5   | Січ 2001 | Гайльбронн, Німеччина           | Челленджер            | Килим    | Петр Лукса         | Сандер Гройн Джек Вейт                  | 6–1, 3–6, 6–7(4–7)        |
| Перемога  | 4–5   | Лип 2001 | Ульм, Німеччина                 | Челленджер            | Ґрунт    | Франтішек Чермак   | Брендон Коуп Тім Крічтон                | 6–2, 6–4                  |
| Перемога  | 5–5   | Сер 2001 | Сан-Марино, Сан-Марино          | Челленджер            | Ґрунт    | Франтішек Чермак   | Девін Бовен Александар Кітінов          | 7–5, 6–4                  |
| Поразка   | 5–6   | Сер 2001 | Лінц, Австрія                   | Челленджер            | Ґрунт    | Ярослав Левинський | Тодд Перрі Александар Кітінов           | 6–2, 3–6, 4–6             |
| Поразка   | 5–7   | Жов 2001 | Барселона, Іспанія              | Челленджер            | Ґрунт    | Франтішек Чермак   | Хуан Ігнасіо Карраско Алекс Лопес Морон | 4–6, 1–6                  |
| Поразка   | 5–8   | Тра 2002 | Прага, Чехія                    | Челленджер            | Ґрунт    | Ярослав Левинський | Франтішек Чермак Ота Фукарек            | 4–6, 3–6                  |
| Перемога  | 6–8   | Лип 2002 | Ульм, Німеччина                 | Челленджер            | Ґрунт    | Леош Фридль        | Тодд Перрі Тім Крічтон                  | 6–3, 4–6, 7–5             |
| Перемога  | 7–8   | Сер 2002 | Сан-Марино, Сан-Марино          | Челленджер            | Ґрунт    | Леош Фридль        | Массімо Бертоліні Крістіан Бранді       | 6–2, 6–4                  |
| Поразка   | 7–9   | Вер 2002 | Щецин, Польща                   | Челленджер            | Ґрунт    | Леош Фридль        | Хосе Акасусо Андрес Шнейтер             | 4–6, 5–7                  |
| Поразка   | 7–10  | Лис 2002 | Братислава, Словаччина          | Челленджер            | Килим    | Леош Фридль        | Марк Мерклейн Скотт Гамфріс             | 6–3, 4–6, 2–6             |
| Перемога  | 8–10  | Лют 2003 | Вроцлав, Польща                 | Челленджер            | Тверде   | Петр Лукса         | Петр Пала Павел Візнер                  | 6–4, 6–4                  |
| Перемога  | 9–10  | Лют 2003 | Андрезьє-Бутеон, Франція        | Челленджер            | Тверде   | Ловро Зовко        | Стівен Гасс Джефф Таранго               | 7–6(7–4), 0–6, 6–3        |
| Перемога  | 10–10 | Чер 2003 | Простейов, Чехія                | Челленджер            | Ґрунт    | Ярослав Левинський | Рубен Рамірес Ідальго Серхіо Ройтман    | 6–2, 6–2                  |
| Поразка   | 10–11 | Вер 2003 | Щецин, Польща                   | Челленджер            | Ґрунт    | Ярослав Левинський | Маріуш Фирстенберг Марцін Матковський   | 1–6, 5–7                  |
| Поразка   | 10–12 | Бер 2004 | Сен-Бріє, Франція               | Челленджер            | Ґрунт    | Їржі Ванек         | Крістоф Рохус Том Ванхудт               | 0–6, 1–6                  |
| Поразка   | 10–13 | Кві 2004 | Барлетта, Італія                | Челленджер            | Ґрунт    | Ярослав Левинський | Марк Лопес Таррес Фернандо Вісенте      | 6–7(6–8), 6–4, 4–6        |
| Поразка   | 10–14 | Чер 2004 | Брауншвейг, Німеччина           | Челленджер            | Ґрунт    | Ярослав Левинський | Томас Беренд Еміліо Бенфеле Альварес    | 2–6, 7–6(7–3), 6–7(10–12) |
| Поразка   | 10–15 | Сер 2004 | Познань, Польща                 | Челленджер            | Ґрунт    | Томаш Цибулець     | Адам Хадай Стефан Робер                 | 6–3, 1–6, 2–6             |
| Перемога  | 11–15 | Сер 2004 | Женева, Швейцарія               | Челленджер            | Ґрунт    | Томаш Цибулець     | Вернер Ешауер Герберт Вільчніґ          | 6–2, 6–4                  |
| Перемога  | 12–15 | Чер 2005 | Простейов, Чехія                | Челленджер            | Ґрунт    | Лукаш Длоуги       | Ян Гаєк Ян Машик                        | 5–7, 6–3, 7–6(7–5)        |
| Перемога  | 13–15 | Лип 2005 | Ріміні, Італія                  | Челленджер            | Ґрунт    | Мартін Штепанек    | Крістофер Кас Філіпп Пецшнер            | 6–3, 6–7(1–7), 6–1        |
| Перемога  | 14–15 | Сер 2005 | Сан-Марино, Сан-Марино          | Челленджер            | Ґрунт    | Лукаш Длоуги       | Джефф Кутзе Кріс Гаггард                | 3–6, 6–4, 6–3             |
| Поразка   | 14–16 | Вер 2005 | Стамбул, Туреччина              | Челленджер            | Тверде   | Мартін Штепанек    | Харел Леві Ноам Окун                    | 4–6, 5–7                  |
| Перемога  | 15–16 | Лис 2005 | PEOPLEnet CUP, Україна          | Челленджер            | Тверде   | Лукаш Длоуги       | Томаш Цибулець Ловро Зовко              | 7–5, 6–4                  |
| Поразка   | 15–17 | Січ 2006 | Гайльбронн, Німеччина           | Челленджер            | Килим    | Лукаш Длоуги       | Крістофер Кас Філіпп Пецшнер            | 7–6(7–2), 3–6, [4–10]     |
| Перемога  | 16–17 | Тра 2006 | Прага, Чехія                    | Челленджер            | Ґрунт    | Петр Пала          | Серхіо Ройтман Рамон Дельгадо           | 6–0, 6–0                  |
| Поразка   | 16–18 | Жов 2006 | Монс, Бельгія                   | Челленджер            | Тверде   | Джордан Керр       | Жан-Клод Шеррер Ловро Зовко             | 2–6, 4–6                  |
| Поразка   | 16–19 | Тра 2007 | Прага, Чехія                    | Челленджер            | Ґрунт    | Леош Фридль        | Томаш Цибулець Джордан Керр             | 4–6, 2–6                  |
| Поразка   | 16–20 | Сер 2008 | Корденонс, Італія               | Челленджер            | Ґрунт    | Ігор Зеленай       | Марко Груньйола Алессіо ді Мауро        | 6–1, 4–6, [6–10]          |
| Поразка   | 16–21 | Сер 2008 | Стамбул, Туреччина              | Челленджер            | Тверде   | Ігор Зеленай       | Міхаель Кольманн Франк Мозер            | 6–7(4–7), 4–6             |
| Перемога  | 17–21 | Вер 2008 | Трнава, Словаччина              | Челленджер            | Ґрунт    | Ігор Зеленай       | Міхал Мертиняк Даніель Коллерер         | 6–3, 6–1                  |
| Поразка   | 17–22 | Бер 2009 | Безансон, Франція               | Челленджер            | Тверде   | Ігор Зеленай       | Кароль Бек Ярослав Левинський           | 6–2, 5–7, [7–10]          |
| Перемога  | 18–22 | Кві 2009 | Софія, Болгарія                 | Челленджер            | Ґрунт    | Домінік Грбатий    | Джеймс Окленд Петер Лучак               | 6–2, 6–4                  |
| Поразка   | 18–23 | Лис 2009 | Братислава, Словаччина          | Челленджер            | Килим    | Леош Фридль        | Філіпп Маркс Ігор Зеленай               | 4–6, 4–6                  |
| Перемога  | 19–23 | Вер 2010 | Комо, Італія                    | Челленджер            | Ґрунт    | Франк Мозер        | Мартін Еммріх Матеуш Ковальчик          | 5–7, 7–6(7–2), [10–5]     |
| Перемога  | 20–23 | Вер 2010 | Баня-Лука, Боснія і Герцеговина | Челленджер            | Ґрунт    | Джеймс Серретані   | Аділ Шамасдін Ловро Зовко               | 6–1, 6–4                  |
| Поразка   | 20–24 | Січ 2011 | Гайльбронн, Німеччина           | Челленджер            | Тверде   | Франк Мозер        | Джеймі Дельгадо Джонатан Маррей         | 1–6, 4–6                  |
| Поразка   | 20–25 | Жов 2011 | Орлеан, Франція                 | Челленджер            | Тверде   | Сімоне Ваньйоцці   | П'єр-Юг Ербер Ніколя Ренаван            | 5–7, 3–6                  |
| Поразка   | 20–26 | Лис 2011 | Братислава, Словаччина          | Челленджер            | Тверде   | Лукаш Росол        | Ян Гаєк Лукаш Лацко                     | 5–7, 5–7                  |
| Перемога  | 21–26 | Лип 2012 | Марбург, Німеччина              | Челленджер            | Ґрунт    | Матеуш Ковальчик   | Денис Мацюкевич Міша Зверєв             | 6–2, 6–1                  |
| Поразка   | 21–27 | Чер 2013 | Нідерланди F2, Алкмар           | Ф'ючерс               | Ґрунт    | Ян Зедник          | Генрі Контінен Крістофер Рунґкат        | 5–7, 6–7(7–9)             |
| Перемога  | 22–27 | Лип 2013 | Німеччина F10, Трір             | Ф'ючерс               | Ґрунт    | Ян Зедник          | Густаво Гомес Буятті Кирило Насонов     | 6–2, 7–6(7–4)             |
| Поразка   | 22–28 | Тра 2014 | Чехія F1, Теплиці               | Ф'ючерс               | Ґрунт    | Робін Станек       | Андрей Капась Андрій Рубльов            | 5–7, 2–6                  |
| Поразка   | 22–29 | Лип 2016 | Німеччина F8, Кассель           | Ф'ючерс               | Ґрунт    | Петр Ноуза         | Максіміліан Нойхріст Давід Пел          | 2–6, 6–7(5–7)             |
| Перемога  | 23–29 | Бер 2017 | Італія F4, Сондріо              | Ф'ючерс               | Тверде   | Петр Ноуза         | Вальтер Трузенді Маттео Віола           | 6–3, 5–7, [10–8]          |
| Перемога  | 24–29 | Сер 2017 | Угорщина F6, Будапешт           | Ф'ючерс               | Ґрунт    | Петр Ноуза         | Патрік Брюдольф Маркус Ерікссон         | 6–4, 6–0                  |
| Поразка   | 24–30 | Лип 2018 | Німеччина F5, Камен (Німеччина) | Ф'ючерс               | Ґрунт    | Петр Ноуза         | Марко Нойбау Роберт Штромбахс           | 4–6, 6–3, [5–10]          |
| Перемога  | 25–30 | Лип 2018 | Чехія F6, Брно                  | Ф'ючерс               | Ґрунт    | Петр Ноуза         | Філіп Полашек Патрік Рікль              | 6–3, 2–6, [14–12]         |
| Поразка   | 25–31 | Лип 2018 | Австрія F3, Вельс (місто)       | Ф'ючерс               | Ґрунт    | Петр Ноуза         | Філіп Дуда Міхаель Врбенський           | 5–7, 6–7(5–7)             |
| Поразка   | 25–32 | Сер 2018 | Словаччина F2, П'єштяни         | Ф'ючерс               | Ґрунт    | Петр Ноуза         | Петр Гаєк Марек Сем'ян                  | 4–6, 4–6                  |
| Поразка   | 25–33 | Вер 2018 | Швейцарія F5, Schlieren         | Ф'ючерс               | Ґрунт    | Петр Ноуза         | Харрі Хеліовара Патрік Ніклас-Салмінен  | 3–6, 1–6                  |
| Перемога  | 26–33 | Сер 2019 | M25 Schlieren, Швейцарія        | Світовий тенісний тур | Ґрунт    | Петр Ноуза         | Єйтс Джонсон Гантер Джонсон             | 7–5, 6–3                  |